# Didier Notheaux
Didier Andre Roger Notheaux (* 4. Februar 1948 in Déville-lès-Rouen; † 18. August 2021 in Valence) war ein französischer Fußballtrainer, der als Aktiver bei FC Rouen, Stade Rennes und RC Lens spielte.
Er trainierte diverse französische Vereinsmannschaften (darunter Stade Rennes, FC Sochaux sowie zweimal die ASOA Valence) und erreichte mit der burkinischen Nationalmannschaft die Afrikameisterschaft 2000; kurz vor Turnierbeginn wurde er allerdings entlassen. 2007 wurde er erneut Nationaltrainer in Burkina Faso.